# André de Badet
Pour les articles homonymes, voir de Badet.
André de Badet, nom de plume de Jean Charles André Giot de Badet, né le 30 juin 1891 à Escos (Pyrénées-Atlantiques) et mort le 7 avril 1977  à Clamart, est un écrivain, parolier et librettiste français.

## Biographie

### Chansons
André de Badet a adapté des paroles de chansons depuis l'anglais ou l'italien, notamment celles du célèbre blues Stormy Weather dont il réalise deux adaptations en 1933, Il fait noir, interprétée entre autres par Reda Caire (1933), Isabelle Aubret (1964), John William (1967), puis Quand il pleut interprétée par les Comedian Harmonists (1933).
Il est l'auteur des paroles du Moulin qui jase, musique de Harry Bolds, créée par Lys Gauty à Bobino en 1934, puis enregistrée notamment par Germaine Lix (1935), Germaine Sablon et l'orchestre de Fred Adison (1935), Réda Caire, Jean Sablon (1936), Patachou et chantée par Barbara en 1964 à la radio.
Il est également le parolier de la chanson Le Chaland qui passe. Ses chansons sont aussi interprétées et enregistrées par Tino Rossi, Lucienne Delyle, Joséphine Baker. Le texte qu'il brode sur la partition de Chopin "Étude n° 3 en mi majeur -Op.10, n° 3 (Tristesse)" sera un grand succès de Ninon Vallin, sous le titre "Intimité", renouvelant le thème ressassé de l'adaptation de Félia Litvinne.

### Opérette
En 1941, il écrit avec Georges Hirsch les paroles de L'Auberge qui chante (musique de Gaston Trémolo,), valse de la dernière opérette de Tiarko Richepin, dans laquelle André Dassary remporte lors de sa création un grand succès.

### Opéra
André de Badet a traduit les livrets d'un certain nombre d'opéras. On peut citer, en particulier, la création à l'Opéra-Comique de Paris le 18 juin 1953 de la version française du The Rake's Progress d'Igor Stravinsky, sous la direction d'André Cluytens, mis en scène par Louis Musy, et avec des décors de Georges Wakhévitch. La distribution comprend Janine Micheau, Simone Couderc, Léopold Simoneau et Xavier Depraz.

## Cinéma
- 1934 : Les Nuits moscovites d'Alexis Granowsky, chansons Natacha (fox-trot), On n'aime qu'une fois (tango), Nuits Moscovites (valse), musique de Bronislau Kaper et Walter Jurmann[7]
- 1935 : Princesse Tam Tam d'Edmond T. Gréville, chanson Sous le ciel d'Afrique, musique de Jacques Dallin
- 1938 : L'Ange que j'ai vendu de Michel Bernheim, parolier des chansons du film sur des musiques d'Arthur Hoérée[8]
- 1942 : Le Capitaine Fracasse d'Abel Gance, chansons Si mon cœur parlait Lysandre, Chanson du chariot de Thespis, musique d'Arthur Honegger[9]

## Publications
- Idalswere, un acte en vers, autoédition, 1921
- Delmira Agustini, La Revue mondiale, 1931
- La Vie athénienne, comédie légère en trois actes, en vers, 1931
- Le Manteau de gloire, conte, extrait de Spectacles, 1932
- Pièces et vedettes (Théâtre d'Art yiddish d'Amérique. Théâtre antique d'Orange), extrait de la revue Argentine, 1935
- Pour sauver l'amour, avec Rosemonde Gérard, Abbeville-Paris, Frédéric Paillart éditeur, 1936
- Contes au clair de lune... (Le Manteau de gloire. Punching-ball. Artaxerxès. Fra Diavolo. L'Homme à l'étoile), illustrations de Valentine Hugo, Paris, René Kiefferéditeur, 1948[10]

Prix Jules-Davaine de l’Académie française en 1950